# Абрамовщина-1
Абра́мовщина-1 (бел. Абра́маўшчына-1) — деревня в Сморгонском районе Гродненской области Белоруссии.
Входит в состав Вишневского сельсовета.
Расположена у восточной границы района. Расстояние до районного центра Сморгонь по автодороге — около 24 км, до центра сельсовета агрогородка Вишнево по прямой — около 12 км. Ближайшие населённые пункты — Локачи, Погорельщина, Теляки. Площадь занимаемой территории составляет 0,7044 км², протяжённость границ 9070 м.

## Название
Название происходит от антропонима Абрам, потомки которого основали поселение.

## История
Впервые упоминается в 1551 году. Обозначена как Абрамовец (Аврамова) на генеральной карте того времени. Деревня отмечена на карте 1850 года под названием Абрамовщизна в составе Войстомской волости Свенцянского уезда Виленской губернии. В 1865 году Абрамовщина-1 насчитывала 124 ревизских души и являлась владением Заневских.
После Советско-польской войны, завершившейся Рижским договором, в 1921 году Западная Белоруссия отошла к Польской Республике и деревня была включена в состав новообразованной сельской гмины Войстом Свенцянского повета Виленского воеводства. 1 января 1926 года гмина Войстом была переведена в состав Вилейского повета
В 1938 году Абрамовщина-1 состояла из фольварка (2 двора, 16 душ), хутора (1 двор, 3 души) и деревни (81 двор, 388 душ).
В 1939 году, согласно секретному протоколу, заключённому между СССР и Германией, Западная Белоруссия оказалась в сфере интересов советского государства и её территорию заняли войска Красной армии. Деревня вошла в состав новообразованного Сморгонского района Вилейской области БССР. После реорганизации административного-территориального деления БССР деревня была включена в состав новой Молодечненской области в 1944 году. В 1960 году, ввиду новой организации административно-территориального деления и упразднения Молодечненской области, Абрамовщина-1 вошла в состав Гродненской области.

## Население
| 1938 | 1999 | 2009 |
| ---- | ---- | ---- |
| 407  | 165  | 108  |

## Транспорт
Абрамовщина-1 связана дорогами местного значения:
- Н6416 с Теляками;
- Н7373 с Лещенятами.

Через деревню проходят регулярные автобусные маршруты:
- Сморгонь — Вишнево
- Сморгонь — Свайгини